# Guilherme de Cássio Alves
Guilherme de Cássio Alves, född 5 augusti 1974 i São Paulo, Brasilien, är en före detta fotbollsspelare.
Guilhermes position var som anfallare och han spelade nästan uteslutande för brasilianska klubblag. Enda undantaget var en sejour i den spanska klubben Rayo Vallecano. 1999 vann Guilherme skytteligan i Campeonato Brasileiro som är Brasiliens högsta serie. Han spelade då för Clube Atlético Mineiro.
Guilherme representerade även Brasilien vid sex tillfällen. Han fanns med i landslagstruppen till Copa América 2001.